# David Seaman
David Andrew Seaman (Rotherham, 19 settembre 1963) è un ex calciatore e allenatore di calcio inglese, di ruolo portiere.
Nel novero dei migliori portieri inglesi di sempre, è stato uno dei più forti estremi difensori degli anni 1990. Ha alle spalle una lunga militanza nell'Arsenal, con cui conta 450 presenze in Premier League, e nella nazionale inglese, con la quale ha disputato due Europei (1996 e 2000) e due Mondiali (1998 e 2002); con la selezione del suo paese è sceso in campo in 75 occasioni, risultando il secondo portiere per numero di presenze dopo Peter Shilton.
Ha giocato anche con Peterborough Utd, Birmingham City, QPR e Manchester City.

## Carriera

### Giocatore

#### Club
Cresciuto nel Leeds Utd, passò al Peterborough United in Fourth Division nel 1982, rimanendovi 2 stagioni fino al 1984. Titolare al Birmingham City fino al 1986, fu poi per quattro stagioni fra i pali del QPR con cui esordì in nazionale nel 1988.

Seaman in azione all'Arsenal nel 1995, mentre respinge il decisivo rigore del doriano Lombardo nelle semifinali di Coppa delle Coppe.

Passato all'Arsenal, si affermò poi come uno dei migliori portieri della sua epoca. Vinse il campionato nel 1991, 1998 e 2002, diventando contemporaneamente il titolare in nazionale dopo il ritiro di Shilton. Quattro le sue vittorie in FA Cup, realizzando anche due double campionato-coppa.
Ha inoltre vinto la Coppa delle Coppe nel 1994; nel 1999 ha siglato il record per i Gunners di 17 gol subiti in 38 gare di campionato, mentre nel 2003 è diventato uno dei pochi calciatori al mondo ad aver disputato 1000 gare ufficiali.
Si è ritirato il 13 gennaio 2004, quarantenne, a causa di un infortunio, quando militava nel Manchester City dall'inizio di quella stagione. Sia in nazionale che nella squadra di club è stato sostituito da David James.

#### Nazionale
Ha giocato in nazionale fino al 2002, partecipando ai Mondiali di Francia 1998 e Corea del Sud-Giappone 2002, nonché agli Europei di Inghilterra 1996 e Belgio-Paesi Bassi 2000. In totale ha disputato 75 incontri.

### Allenatore
Nella stagione 2012-2013 è stato preparatore dei portieri del Wembley, squadra dell'omonimo sobborgo londinese che milita nella Combined Counties Football League, nono-decimo livello del campionato inglese.

## Statistiche

### Presenze e reti nei club
| Stagione                   | Squadra                    | Campionato                 | Campionato | Campionato | Coppe nazionali | Coppe nazionali | Coppe nazionali | Coppe continentali | Coppe continentali | Coppe continentali | altre coppe | altre coppe | altre coppe | Totale | Totale |
| Stagione                   | Squadra                    | Comp                       | Pres       | Reti       | Comp            | Pres            | Reti            | Comp               | Pres               | Reti               | Comp        | Pres        | Reti        | Pres   | Reti   |
| -------------------------- | -------------------------- | -------------------------- | ---------- | ---------- | --------------- | --------------- | --------------- | ------------------ | ------------------ | ------------------ | ----------- | ----------- | ----------- | ------ | ------ |
| 1981-1982                  | Leeds Utd                  | FD                         | 0          | 0          | FACup+CdL       | 0               | 0               | -                  | -                  | -                  | -           | -           | -           | 0      | 0      |
| 1982-1983                  | Peterborough United        | FoD                        | 38         | -?         | FACup+CdL       | 4+4             | -?              | -                  | -                  | -                  | FLT         | 3           | -?          | 49     | -?     |
| 1983-1984                  | Peterborough United        | FoD                        | 45         | -?         | FACup+CdL       | 1+4             | -?              | -                  | -                  | -                  | -           | -           | -           | 50     | -?     |
| ago. 1984                  | Peterborough United        | FoD                        | 8          | -?         | FACup+CdL       | 0+2             | -?              | -                  | -                  | -                  | -           | -           | -           | 10     | -?     |
| Totale Peterborough United | Totale Peterborough United | Totale Peterborough United | 91         | -?         |                 | 5+10            | -?              |                    | -                  | -                  |             | 3           | -?          | 109    | -?     |
| 1984-1985                  | Birmingham City            | SD                         | 33         | -?         | FACup+CdL       | 2+2             | -?              | -                  | -                  | -                  | -           | -           | -           | 37     | -?     |
| 1985-1986                  | Birmingham City            | FD                         | 42         | -?         | FACup+CdL       | 3+2             | -?              | -                  | -                  | -                  | -           | -           | -           | 47     | -?     |
| Totale Birmingham City     | Totale Birmingham City     | Totale Birmingham City     | 75         | -?         |                 | 5+4             | -?              |                    | -                  | -                  |             | -           | -           | 84     | -?     |
| 1986-1987                  | Queens Park Rangers        | FD                         | 41         | -?         | FACup+CdL       | 4+3             | -?              | -                  | -                  | -                  |             | -           | -           | 48     | -?     |
| 1987-1988                  | Queens Park Rangers        | FD                         | 32         | -?         | FACup+CdL       | 1+3             | -?              | -                  | -                  | -                  |             |             | -           | 36     | -?     |
| 1988-1989                  | Queens Park Rangers        | FD                         | 35         | -?         | FACup+CdL       | 3+4             | -?              | -                  | -                  | -                  | Fmc+MmT     | 3+1         | -? + -?     | 46     | -?     |
| 1989-1990                  | Queens Park Rangers        | FD                         | 33         | -?         | FACup+CdL       | 9+3             | -?              | -                  | -                  | -                  |             | -           | -           | 45     | -?     |
| Totale Queens Park Rangers | Totale Queens Park Rangers | Totale Queens Park Rangers | 141        | -?         |                 | 17+13           | -?              |                    | -                  | -                  |             | 4           | -?          | 175    | -?     |
| 1990-1991                  | Arsenal                    | FD                         | 38         | -?         | FACup+CdL       | 8+4             | -?              | -                  | -                  | -                  | -           | -           | -           | 50     | -?     |
| 1991-1992                  | Arsenal                    | FD                         | 42         | -?         | FACup+CdL       | 1+3             | -?              | CC                 | 4                  | ?                  | CS          | 1           | -?          | 51     | -?     |
| 1992-1993                  | Arsenal                    | PL                         | 39         | -?         | FACup+CdL       | 8+9             | -?              | -                  | -                  | -                  | -           | -           | -           | 56     | -?     |
| 1993-1994                  | Arsenal                    | PL                         | 39         | -?         | FACup+CdL       | 3+5             | -?              | CdC                | 9                  | -?                 | CS          | 1           | -?          | 57     | -?     |
| 1994-1995                  | Arsenal                    | PL                         | 31         | -?         | FACup+CdL       | 2+6             | -?              | CdC                | 9                  | -?                 | SU          | 2           | -?          | 50     | -?     |
| 1995-1996                  | Arsenal                    | PL                         | 38         | -?         | FACup+CdL       | 2+7             | -?              | -                  | -                  | -                  | -           | -           | -           | 47     | -?     |
| 1996-1997                  | Arsenal                    | PL                         | 22         | -15        | FACup+CdL       | 2+2             | -?              | CU                 | 2                  | 0                  | -           | -           | -           | 28     | -?     |
| 1997-1998                  | Arsenal                    | PL                         | 31         | -29        | FACup+CdL       | 4+1             | -?              | CU                 | 2                  | -2                 | -           | -           | -           | 38     | -?     |
| 1998-1999                  | Arsenal                    | PL                         | 32         | -15        | FACup+CdL       | 5+0             | -3              | UCL                | 6                  | -8                 | CS          | 1           | 0           | 44     | -26    |
| 1999-2000                  | Arsenal                    | PL                         | 24         | -27        | FACup+CdL       | 2+1             | 0 + -1          | UCL+CU             | 2+7                | -5 + -4            | CS          | 0           | 0           | 36     | -37    |
| 2000-2001                  | Arsenal                    | PL                         | 24         | -23        | FACup+CdL       | 5+0             | -4              | UCL                | 10                 | -8                 | -           | -           | -           | 39     | -35    |
| 2001-2002                  | Arsenal                    | PL                         | 17         | -8         | FACup+CdL       | 1+0             | 0               | UCL                | 7                  | -9                 | -           | -           | -           | 25     | -17    |
| 2002-2003                  | Arsenal                    | PL                         | 28         | -31        | FACup+CdL       | 5+0             | -2              | UCL                | 9                  | -6                 | CS          | 1           | 0           | 43     | -39    |
| Totale Arsenal             | Totale Arsenal             | Totale Arsenal             | 405        | -?         |                 | 48+38           | -?              |                    | 67                 | -?                 |             | 6           | -?          | 564    | -?     |
| 2003-2004                  | Manchester City            | PL                         | 19         | -24        | FACup+CdL       | 1+1             | -2 + -?         | CU                 | 5                  | -3                 | -           | -           | -           | 26     | -29    |
| Totale carriera            | Totale carriera            | Totale carriera            | 731        | -?         |                 | 76+66           | -?              |                    | 72                 | -?                 |             | 13          | -?          | 958    | -?     |

### Cronologia presenze e reti in nazionale
| Cronologia completa delle presenze e delle reti in nazionale ― Inghilterra | Cronologia completa delle presenze e delle reti in nazionale ― Inghilterra | Cronologia completa delle presenze e delle reti in nazionale ― Inghilterra | Cronologia completa delle presenze e delle reti in nazionale ― Inghilterra | Cronologia completa delle presenze e delle reti in nazionale ― Inghilterra | Cronologia completa delle presenze e delle reti in nazionale ― Inghilterra | Cronologia completa delle presenze e delle reti in nazionale ― Inghilterra | Cronologia completa delle presenze e delle reti in nazionale ― Inghilterra |
| Data                                                                       | Città                                                                      | In casa                                                                    | Risultato                                                                  | Ospiti                                                                     | Competizione                                                               | Reti                                                                       | Note                                                                       |
| -------------------------------------------------------------------------- | -------------------------------------------------------------------------- | -------------------------------------------------------------------------- | -------------------------------------------------------------------------- | -------------------------------------------------------------------------- | -------------------------------------------------------------------------- | -------------------------------------------------------------------------- | -------------------------------------------------------------------------- |
| 16-11-1988                                                                 | Riad                                                                       | Arabia Saudita                                                             | -1 – 1                                                                     | Inghilterra                                                                | Amichevole                                                                 | -1                                                                         |                                                                            |
| 7-6-1989                                                                   | Copenaghen                                                                 | Danimarca                                                                  | 1 – 1                                                                      | Inghilterra                                                                | Amichevole                                                                 | -                                                                          | 65’                                                                        |
| 25-4-1990                                                                  | Londra                                                                     | Inghilterra                                                                | 4 – 2                                                                      | Cecoslovacchia                                                             | Amichevole                                                                 | -1                                                                         | 46’                                                                        |
| 6-9-1991                                                                   | Londra                                                                     | Inghilterra                                                                | 2 – 0                                                                      | Camerun                                                                    | Amichevole                                                                 | -                                                                          |                                                                            |
| 27-3-1991                                                                  | Londra                                                                     | Inghilterra                                                                | 1 – 1                                                                      | Irlanda                                                                    | Qual. Euro 1992                                                            | -1                                                                         |                                                                            |
| 1-5-1991                                                                   | Smirne                                                                     | Turchia                                                                    | 0 – 1                                                                      | Inghilterra                                                                | Qual. Euro 1992                                                            | -                                                                          |                                                                            |
| 25-5-1991                                                                  | Londra                                                                     | Inghilterra                                                                | 2 – 2                                                                      | Argentina                                                                  | Challenge Cup 1991                                                         | -2                                                                         |                                                                            |
| 25-3-1992                                                                  | Praga                                                                      | Cecoslovacchia                                                             | 2 – 2                                                                      | Inghilterra                                                                | Amichevole                                                                 | -2                                                                         |                                                                            |
| 12-5-1992                                                                  | Budapest                                                                   | Ungheria                                                                   | 0 – 1                                                                      | Inghilterra                                                                | Amichevole                                                                 | -                                                                          | 46’                                                                        |
| 8-9-1993                                                                   | Londra                                                                     | Inghilterra                                                                | 3 – 0                                                                      | Polonia                                                                    | Qual. Mondiali 1994                                                        | -                                                                          |                                                                            |
| 13-3-1993                                                                  | Rotterdam                                                                  | Paesi Bassi                                                                | 2 – 0                                                                      | Inghilterra                                                                | Qual. Mondiali 1994                                                        | -2                                                                         |                                                                            |
| 17-11-1993                                                                 | Bologna                                                                    | San Marino                                                                 | 1 – 7                                                                      | Inghilterra                                                                | Qual. Mondiali 1994                                                        | -1                                                                         |                                                                            |
| 9-3-1994                                                                   | Londra                                                                     | Inghilterra                                                                | 1 – 0                                                                      | Danimarca                                                                  | Amichevole                                                                 | -                                                                          |                                                                            |
| 25-5-1994                                                                  | Londra                                                                     | Inghilterra                                                                | 0 – 0                                                                      | Norvegia                                                                   | Amichevole                                                                 | -                                                                          |                                                                            |
| 7-9-1994                                                                   | Londra                                                                     | Inghilterra                                                                | 2 – 0                                                                      | Stati Uniti                                                                | Amichevole                                                                 | -                                                                          |                                                                            |
| 12-10-1994                                                                 | Londra                                                                     | Inghilterra                                                                | 1 – 1                                                                      | Romania                                                                    | Amichevole                                                                 | -1                                                                         |                                                                            |
| 15-2-1995                                                                  | Dublino                                                                    | Irlanda                                                                    | 1 – 0                                                                      | Inghilterra                                                                | Amichevole                                                                 | -1                                                                         |                                                                            |
| 6-9-1995                                                                   | Londra                                                                     | Inghilterra                                                                | 0 – 0                                                                      | Colombia                                                                   | Amichevole                                                                 | -                                                                          |                                                                            |
| 11-10-1995                                                                 | Oslo                                                                       | Norvegia                                                                   | 0 – 0                                                                      | Inghilterra                                                                | Amichevole                                                                 | -1                                                                         |                                                                            |
| 15-11-1995                                                                 | Londra                                                                     | Inghilterra                                                                | 3 – 1                                                                      | Svizzera                                                                   | Amichevole                                                                 | -1                                                                         |                                                                            |
| 12-12-1995                                                                 | Londra                                                                     | Inghilterra                                                                | 1 – 1                                                                      | Portogallo                                                                 | Amichevole                                                                 | -1                                                                         |                                                                            |
| 27-3-1996                                                                  | Londra                                                                     | Inghilterra                                                                | 1 – 0                                                                      | Bulgaria                                                                   | Amichevole                                                                 | -                                                                          |                                                                            |
| 24-4-1996                                                                  | Londra                                                                     | Inghilterra                                                                | 0 – 0                                                                      | Croazia                                                                    | Amichevole                                                                 | -                                                                          |                                                                            |
| 18-5-1996                                                                  | Londra                                                                     | Inghilterra                                                                | 3 – 0                                                                      | Ungheria                                                                   | Amichevole                                                                 | -                                                                          | 65’                                                                        |
| 8-6-1996                                                                   | Londra                                                                     | Inghilterra                                                                | 1 – 1                                                                      | Svizzera                                                                   | Euro 1996 - 1º turno                                                       | -1                                                                         |                                                                            |
| 15-6-1996                                                                  | Londra                                                                     | Scozia                                                                     | 0 – 2                                                                      | Inghilterra                                                                | Euro 1996 - 1º turno                                                       | -                                                                          |                                                                            |
| 18-6-1996                                                                  | Londra                                                                     | Paesi Bassi                                                                | 1 – 4                                                                      | Inghilterra                                                                | Euro 1996 - 1º turno                                                       | -1                                                                         |                                                                            |
| 22-6-1996                                                                  | Londra                                                                     | Spagna                                                                     | 0 – 0 dts (2 – 4 dtr)                                                      | Inghilterra                                                                | Euro 1996 - Quarti di finale                                               | -                                                                          |                                                                            |
| 26-6-1996                                                                  | Londra                                                                     | Germania                                                                   | 1 – 1 dts (6 – 5 dtr)                                                      | Inghilterra                                                                | Euro 1996 - Semifinale                                                     | 1                                                                          |                                                                            |
| 6-9-1996                                                                   | Chișinău                                                                   | Moldavia                                                                   | 0 – 3                                                                      | Inghilterra                                                                | Qual. Mondiali 1998                                                        | -                                                                          |                                                                            |
| 9-10-1996                                                                  | Londra                                                                     | Inghilterra                                                                | 2 – 1                                                                      | Polonia                                                                    | Qual. Mondiali 1998                                                        | -1                                                                         |                                                                            |
| 9-11-1996                                                                  | Tbilisi                                                                    | Georgia                                                                    | 0 – 2                                                                      | Inghilterra                                                                | Qual. Mondiali 1998                                                        | -                                                                          |                                                                            |
| 30-4-1997                                                                  | Londra                                                                     | Inghilterra                                                                | 2 – 0                                                                      | Georgia                                                                    | Qual. Mondiali 1998                                                        | -                                                                          |                                                                            |
| 31-5-1997                                                                  | Chorzów                                                                    | Polonia                                                                    | 0 – 2                                                                      | Inghilterra                                                                | Qual. Mondiali 1998                                                        | -                                                                          |                                                                            |
| 7-6-1997                                                                   | Montpellier                                                                | Francia                                                                    | 0 – 1                                                                      | Inghilterra                                                                | Tournoi de France 1997                                                     | -                                                                          |                                                                            |
| 10-6-1997                                                                  | Parigi                                                                     | Inghilterra                                                                | 0 – 1                                                                      | Brasile                                                                    | Tournoi de France 1997                                                     | -1                                                                         |                                                                            |
| 10-9-1997                                                                  | Londra                                                                     | Inghilterra                                                                | 4 – 0                                                                      | Moldavia                                                                   | Qual. Mondiali 1998                                                        | -                                                                          | cap.                                                                       |
| 11-10-1997                                                                 | Roma                                                                       | Italia                                                                     | 0 – 0                                                                      | Inghilterra                                                                | Qual. Mondiali 1998                                                        | -                                                                          |                                                                            |
| 22-4-1998                                                                  | Londra                                                                     | Inghilterra                                                                | 3 – 0                                                                      | Portogallo                                                                 | Amichevole                                                                 | -                                                                          |                                                                            |
| 23-5-1998                                                                  | Londra                                                                     | Inghilterra                                                                | 0 – 0                                                                      | Arabia Saudita                                                             | Amichevole                                                                 | -                                                                          |                                                                            |
| 15-6-1998                                                                  | Marsiglia                                                                  | Inghilterra                                                                | 2 – 0                                                                      | Tunisia                                                                    | Mondiali 1998 - 1º turno                                                   | -                                                                          |                                                                            |
| 22-6-1998                                                                  | Tolosa                                                                     | Romania                                                                    | 2 – 1                                                                      | Inghilterra                                                                | Mondiali 1998 - 1º turno                                                   | -2                                                                         |                                                                            |
| 26-6-1998                                                                  | Lens                                                                       | Colombia                                                                   | 0 – 2                                                                      | Inghilterra                                                                | Mondiali 1998 - 1º turno                                                   | -                                                                          |                                                                            |
| 30-6-1998                                                                  | Saint-Étienne                                                              | Argentina                                                                  | 2 – 2 dts (4 – 3 dtr)                                                      | Inghilterra                                                                | Mondiali 1998 - Ottavi di finale                                           | -2                                                                         |                                                                            |
| 5-9-1998                                                                   | Solna                                                                      | Svezia                                                                     | 2 – 1                                                                      | Inghilterra                                                                | Qual. Euro 2000                                                            | -1                                                                         |                                                                            |
| 10-10-1998                                                                 | Londra                                                                     | Inghilterra                                                                | 0 – 0                                                                      | Bulgaria                                                                   | Qual. Euro 2000                                                            | -                                                                          |                                                                            |
| 14-10-1998                                                                 | Lussemburgo                                                                | Lussemburgo                                                                | 0 – 3                                                                      | Inghilterra                                                                | Qual. Euro 2000                                                            | 1                                                                          |                                                                            |
| 10-2-1999                                                                  | Londra                                                                     | Inghilterra                                                                | 0 – 2                                                                      | Francia                                                                    | Amichevole                                                                 | -                                                                          | 46’                                                                        |
| 27-3-1999                                                                  | Londra                                                                     | Inghilterra                                                                | 3 – 1                                                                      | Polonia                                                                    | Qual. Euro 2000                                                            | -1                                                                         |                                                                            |
| 28-4-1999                                                                  | Budapest                                                                   | Ungheria                                                                   | 1 – 1                                                                      | Inghilterra                                                                | Amichevole                                                                 | -1                                                                         |                                                                            |
| 5-6-1999                                                                   | Londra                                                                     | Inghilterra                                                                | 0 – 0                                                                      | Svezia                                                                     | Qual. Euro 2000                                                            | -                                                                          |                                                                            |
| 9-6-1999                                                                   | Sofia                                                                      | Bulgaria                                                                   | 1 – 1                                                                      | Inghilterra                                                                | Qual. Euro 2000                                                            | -1                                                                         |                                                                            |
| 10-10-1999                                                                 | Sunderland                                                                 | Inghilterra                                                                | 2 – 1                                                                      | Belgio                                                                     | Amichevole                                                                 | -1                                                                         | 46’                                                                        |
| 13-11-1999                                                                 | Glasgow                                                                    | Scozia                                                                     | 0 – 2                                                                      | Inghilterra                                                                | Qual. Euro 2000                                                            | -2                                                                         |                                                                            |
| 17-11-1999                                                                 | Londra                                                                     | Inghilterra                                                                | 0 – 1                                                                      | Scozia                                                                     | Qual. Euro 2000                                                            | -                                                                          |                                                                            |
| 23-2-2000                                                                  | Londra                                                                     | Inghilterra                                                                | 0 – 0                                                                      | Argentina                                                                  | Amichevole                                                                 | -                                                                          |                                                                            |
| 27-5-2000                                                                  | Londra                                                                     | Inghilterra                                                                | 1 – 1                                                                      | Brasile                                                                    | Amichevole                                                                 | -1                                                                         |                                                                            |
| 12-6-2000                                                                  | Eindhoven                                                                  | Portogallo                                                                 | 3 – 2                                                                      | Inghilterra                                                                | Euro 2000 - 1º turno                                                       | -3                                                                         |                                                                            |
| 17-6-2000                                                                  | Charleroi                                                                  | Inghilterra                                                                | 1 – 0                                                                      | Germania                                                                   | Euro 2000 - 1º turno                                                       | -                                                                          |                                                                            |
| 2-9-2000                                                                   | Parigi                                                                     | Francia                                                                    | 1 – 1                                                                      | Inghilterra                                                                | Amichevole                                                                 | -1                                                                         |                                                                            |
| 7-10-2000                                                                  | Londra                                                                     | Inghilterra                                                                | 0 – 1                                                                      | Germania                                                                   | Qual. Mondiali 2002                                                        | -1                                                                         |                                                                            |
| 11-10-2000                                                                 | Helsinki                                                                   | Finlandia                                                                  | 0 – 0                                                                      | Inghilterra                                                                | Qual. Mondiali 2002                                                        | -                                                                          |                                                                            |
| 24-3-2001                                                                  | Liverpool                                                                  | Inghilterra                                                                | 2 – 1                                                                      | Finlandia                                                                  | Qual. Mondiali 2002                                                        | -1                                                                         |                                                                            |
| 28-3-2001                                                                  | Tirana                                                                     | Albania                                                                    | 1 – 3                                                                      | Inghilterra                                                                | Qual. Mondiali 2002                                                        | -1                                                                         |                                                                            |
| 6-6-2001                                                                   | Atene                                                                      | Grecia                                                                     | 0 – 2                                                                      | Inghilterra                                                                | Qual. Mondiali 2002                                                        | -                                                                          |                                                                            |
| 1-9-2001                                                                   | Monaco di Baviera                                                          | Germania                                                                   | 1 – 5                                                                      | Inghilterra                                                                | Qual. Mondiali 2002                                                        | -1                                                                         |                                                                            |
| 5-9-2001                                                                   | Newcastle                                                                  | Inghilterra                                                                | 2 – 0                                                                      | Albania                                                                    | Qual. Mondiali 2002                                                        | -                                                                          |                                                                            |
| 17-4-2002                                                                  | Liverpool                                                                  | Inghilterra                                                                | 4 – 0                                                                      | Paraguay                                                                   | Amichevole                                                                 | -                                                                          |                                                                            |
| 2-6-2002                                                                   | Saitama                                                                    | Inghilterra                                                                | 1 – 1                                                                      | Svezia                                                                     | Mondiali 2002 - 1º turno                                                   | -1                                                                         |                                                                            |
| 7-6-2002                                                                   | Sapporo                                                                    | Argentina                                                                  | 0 – 1                                                                      | Inghilterra                                                                | Mondiali 2002 - 1º turno                                                   | -                                                                          |                                                                            |
| 12-6-2002                                                                  | Osaka                                                                      | Nigeria                                                                    | 0 – 0                                                                      | Inghilterra                                                                | Mondiali 2002 - 1º turno                                                   | -                                                                          |                                                                            |
| 15-6-2002                                                                  | Niigata                                                                    | Inghilterra                                                                | 3 – 0                                                                      | Danimarca                                                                  | Mondiali 2002 - Ottavi di finale                                           | -                                                                          |                                                                            |
| 21-6-2002                                                                  | Shizuoka                                                                   | Inghilterra                                                                | 1 – 2                                                                      | Brasile                                                                    | Mondiali 2002 - Quarti di finale                                           | -2                                                                         |                                                                            |
| 12-10-2002                                                                 | Bratislava                                                                 | Slovacchia                                                                 | 1 – 2                                                                      | Inghilterra                                                                | Qual. Euro 2004                                                            | -1                                                                         |                                                                            |
| 16-10-2002                                                                 | Southampton                                                                | Inghilterra                                                                | 2 – 2                                                                      | Macedonia                                                                  | Qual. Euro 2004                                                            | -2                                                                         |                                                                            |
| Totale                                                                     |                                                                            | Presenze                                                                   | 75                                                                         |                                                                            | Reti                                                                       | -45                                                                        |                                                                            |

## Palmarès

### Club

#### Competizioni nazionali
- Campionato inglese: 3

Arsenal: 1990-1991, 1997-1998, 2001-2002
- Charity/Community Shield: 3

Arsenal: 1991, 1998,  2002
- Coppa di Lega inglese: 1

Arsenal: 1992-1993
- Coppa d'Inghilterra: 4

Arsenal: 1992-1993, 1997-1998, 2001-2002, 2002-2003

#### Competizioni internazionali
- Coppa delle Coppe: 1

Arsenal: 1993-1994